# Oberea ferruginea
Oberea ferruginea är en skalbaggsart som beskrevs av Carl Peter Thunberg 1787. Oberea ferruginea ingår i släktet Oberea och familjen långhorningar. Inga underarter finns listade i Catalogue of Life.